# Pielgrzym (1842–1846)
Pielgrzym – czasopismo o tematyce literackiej, filozoficznej i religijnej, wydawane w Warszawie w latach 1842–1846. Założycielką i redaktorką czasopisma była Eleonora Ziemięcka.

## Historia
Czasopismo w zamierzeniu miało publikować teksty filozoficzne i literackie w ujęciu katolickim. Zostało założone w odpowiedzi na wychodzące również w Warszawie Przegląd Naukowy (od 1842) i Bibliotekę Warszawską (od 1841) o profilu filozoficznonarodowym, a także na katolickie pismo Pamiętnik Religijno-Moralny (od 1841), zajmujące się przede wszystkim duchowością i moralnością katolicką.
Strona literacka pisma miała charakter instrumentalny wobec celów moralnych i społecznych, które chciała realizować Ziemięcka. W odredakcyjnych uwagach w 1845 wskazywała, że pismo miało być katolicką odpowiedzią na rosnące wpływy niemieckiej filozofii idealistycznej, jednakże nie poprzez jej krytykę (tekstów polemicznych na jego łamach nie było), lecz przez poszukiwanie własnej, chrześcijańskiej odpowiedzi na podstawowe problemy moralno-filozoficzne. Obok tekstów oryginalnych, pismo publikowało też liczne tłumaczenia, przede wszystkim z języka francuskiego. Stopniowo, dostosowując się do potrzeb czytelników, czasopismo zaczęło zamieszczać coraz mniej tekstów filozoficznych, a coraz więcej literackiej i publicystycznej moralistyki.
Dla zachowania zgodności z katolicką ortodoksją, a także dla ochrony przed krytykami, Ziemięcka współpracowała stale z duchownymi katolickimi: Ignacym Hołowińskim, Stanisławem Chołonieckim, Adamem Stanisławem Krasińskim, Antonim Fijałkowskim i Pawłem Rzewuwskim. Nie uchroniło jej to od kontrowersji. Po publikacji powieści Ada Marii Gruszeckiej i recenzji poematu Józefa Zaleskiego autorstwa Ziemięckiej, czasopismo zostało oskarżone o sianie zgorszenia poprzez pokazywanie, że może istnieć różnica zdań pośród księży, czy coś jest lub nie jest "katolickie". Ks. J. Bąkowski, Michał Grabowski (sam piszący na łamach "Pielgrzyma" czy D. Poniatowska nawoływali do wprowadzenia kościelnej cenzury prewencyjnej. Ziemięcka, przy wsparciu hierarchów kościelnych, oparła się tym krytykom i nie zmieniła formy prowadzenia pisma. 
W ciągu pięciu lat działalności pisma ukazało się 20 tomów. Przez cały okres jego działalności czasopismo borykało się z trudnościami związanymi z poszukiwaniem autorów, oraz krytykami, zarówno ze strony tradycjonalistycznego katolicyzmu, jak i środowisk niereligijnych. Głównym powodem jego zamknięcia była choroba Ziemięckiej, śmierć jej dwójki dzieci i następujący po tym jej wyjazd z Warszawy.

## Autorzy
Na łamach czasopisma publikowali następujący autorzy:
| - Zenon Ancyporowicz; - Jan Bogdan; - Józef Brzowski; - Kazimierz Bujnicki; - Antoni Celiński; - Stanisław Chołoniewski; - Henryk Cieszkowski; - Antoni Józef Czajkowski; - Piotr Dubrowski; - Seweryn Filleborn; - Wincenty Hipolit Gawarecki; - Michał Grabowski; - Maria Gruszecka; - Ignacy Hołowiński; | - Stanisław Jachowicz; - Jan Janiszewski; - Józef Karol Jaślikowski; - Michał Jezierski; - Hieronim Kaliński; - Ludwik Napoleon Kamiński; - Seweryn Kapliński; - Józef Korzeniowski; - Adam Amilkar Kosiński; - Andrzej Edward Koźmian; - Paulina Krakowowa; - Józef Ignacy Kraszewski; - Ludwik Kropiński; - Jan Kruszyński; | - Roman Wawrzyniec Korab Laskowski; - Jan Nepomucen Leszczyński; - Józef Kalasanty Mętlewicz; - Józef Dyonizy Minasowicz; - Władysław Miniewski; - Anna Nakwaska; - Antoni Edward Odyniec; - Józefina Osipowska; - Józef Paszkowski; - Wincenty Pol; - Albert Potocki; - Julian Prejs; - Józefa Prusiecka; - Aleksander Przeździecki; | - Antoni Putiatycki; - Gabriela Puzynina; - Ignacy Lojola Rychter; - Henryk Rzewuski; - Paweł Rzewuski; - Józef Kalasanty Szaniawski; - Jan Szpaderski; - Leon Topolski; - Walentyna Trojanowska; - Władysław Wężyk; - Józef Mikołaj Wiślicki; - Anzelm Załęski; - Gustaw Zieliński; - Eleonora Ziemięcka; - Narcyza Żmichowska; - Józef Żochowski. |